# Yingshan (Huanggang)
Yingshan  (en chino, 英山; pinyin, Yīngshān) es un condado  bajo la administración directa de la Prefectura Huanggang en la Provincia de Hubei, República Popular China.  Su área es de 1438 km² y su población total para 2010 superó los 350 mil habitantes. 

## Administración
Desdejunio de 2023, el  Condado Yingshan  se divide en 11 pueblos que se administran en 8 poblados y 3 villas.

## Toponimia
El topónimo Yingshan significa "Montaña Ying" y recibe su nombre de la montaña Ying (英山) de la zona. Se cree que la montaña debe su nombre porque allí yacen los restos de Ying Bu (英布), rey de Jiujiang de la dinastía Han.
Una teoría dice que la montaña tiene forma de águila, por la que se le llamó montaña águila (鹰山 Ying shan). Por cercanía fonética, o forma más corta/común, evolucionó a la escritura actual 英山.